# Septuor pour cordes, piano et trompette
Le Septuor pour trompette, deux violons, alto, violoncelle, contrebasse et piano en mi bémol majeur opus 65 est une composition de musique de chambre de Camille Saint-Saëns.

## Présentation
Le Septuor avec trompette de Saint-Saëns est un septuor composé en décembre 1879 pour le premier mouvement et décembre 1880 pour les autres, à l'initiative d'Émile Lemoine, fondateur d'une société musicale de musique de chambre nommée « La Trompette » et dédicataire de la partition.
Le premier mouvement, Préambule, est donné en première audition le 6 janvier 1880 dans la salle de la Société d’horticulture (84, rue de Grenelle à Paris). L’œuvre complète est créée le 28 décembre 1880 avec succès, avec le compositeur au piano et Xavier-Napoléon Teste à la trompette, et publiée l'année suivante par Durand. 

## Structure
L’œuvre, d'une durée moyenne d'exécution de dix-sept minutes environ, comprend quatre mouvements, dans un « cadre formel très simple emprunté à la suite baroque » :
1. Préambule — Allegro moderato
2. Menuet — Tempo di minuetto moderato
3. Intermède — Andante
4. Gavotte et Final — Allegro non troppo

## Discographie
- Saint-Saëns : Chamber Music, CD 1, Nash Ensemble, Hyperion Records 67431, 2005[5].
- Camille Saint-Saëns : Musique de chambre avec vents, CD 2, Solistes de l'Orchestre de Paris, Laurent Wagschal (piano), Indésens Records 010, 2010[6].
- Camille Saint-Saëns Edition, Warner Classics 0190296746048, 2021[7] :
  - CD 16, avec Maurice André (trompette), Michel Béroff (piano), Alain Moglia (violon), Jacques Cazauran (contrebasse) et le Trio à cordes français ;
  - CD 31, avec Roger Delmotte (trompette), Jeanne-Marie Darré (piano), Gaston Logerot (contrebasse) et le Quatuor Pascal.

### Éditions
- Camille Saint-Saëns, Septuor, Durand, 1881 (lire en ligne).
- Camille Saint-Saëns (préf. Peter Jost), Septuor, G. Henle Verlag, coll. « Urtext », 2015 (ISMN 979-0-2018-0584-9, présentation en ligne, lire en ligne).

### Ouvrages
- Jean-Alexandre Ménétrier, « Camille Saint-Saëns », dans François-René Tranchefort (dir.), Guide de la musique de chambre, Paris, Fayard, coll. « Les Indispensables de la musique », 1989, 995 p. (ISBN 2-213-02403-0), p. 752–763.
- Jean Gallois, Camille Saint-Saëns, Liège, Mardaga, coll. « Musique-Musicologie », 2004 (ISBN 2-87009-851-0).